# Kristin Michelsen
Kristin Michelsen (30. juli 1956 i Froðba) er en færøsk politiker (Javnaðarflokkurin) og (Sjálvstýri).
Han var ansat i Sjóvinnubankin 1973–1978, snedker 1978–1984, reservepolitibetjent 1981–2003 og fuldmægtig hos sysselmanden i Suðuroy 1984–2003.

## Politisk karriere
Han har været borgmester i Tvøroyrar kommuna siden 2003 og indvalgt til Lagtinget fra 2011 til 2022. I 2008 blev han vraget som kandidat til Lagtinget på grund af kønskvotering, og lektor i statskundskab Gestur Hovgaard mente, at dette bidrog til partiets dårlige resultat i Javnaðarflokkurins højborg Suðuroy. Fra 2011 til 2015 var han næstformand for Lagtingets retsudvalg. Ved lagtingsvalget 2015 blev han genvalgt med 302 stemmer. Han blev valgt til formand for Lagtingets retsudvalg.
Han blev i januar 2019 ekskluderet af Javnaðarflokkurin. Han blev ved lagtingsvalget 2019 valgt ind for Sjálvstýri, som partiets eneste lagtingsmand. Ved lagtingsvalget 2022 stillede han igen op for Sjálvstýri, men partiet fik kun 2,7% af stemmerne og kom derved under spærregrænsen og fik ikke nogen repræsentation i Lagtinget.

### Lagtingsudvalg
- 2015- Formand for Lagtingets retsudvalg
- 2011-2015 Næstformand for Lagtingets retsudvalg

## Familie
Han er søn af Vilborg og Mikkjal Michelsen og barnebarn af digteren Poul F. Joensen. Han er gift med Joan N. Michelsen fra Hvalba, de har en datter sammen.